# 麻阳站
麻阳站是位于湖南麻阳苗族自治县高村镇的一个铁路车站，邮政编码419400。车站建于1978年，有焦柳铁路经过该站，现办理客运货运业务。车站距离月山站1154公里，隶属广铁集团张家界车务段，是四等站。

## 邻近车站
1. ↑  . 三湘都市报. 2020-10-12  [2021-06-22]. （原始内容存档于2023-02-11）. 三湘都市报记者从湘西北铁路张家界车务段获悉，其管内焦柳线麻阳、吉首、张家界、慈利、石门县北、澧县站开行日常、周末、高峰期图定普速客车16.5对